# بيشنو بهادور سينغ
بيشنو بهادور سينغ (مواليد 1969) هو ملاكم نيبالي، مثّل بلاده في الألعاب الأولمبية الصيفية 1988.

## روابط خارجية
بيشنو بهادور سينغ على موقع أوليمبيديا (الإنجليزية)